# Ecologia urbana e sociale

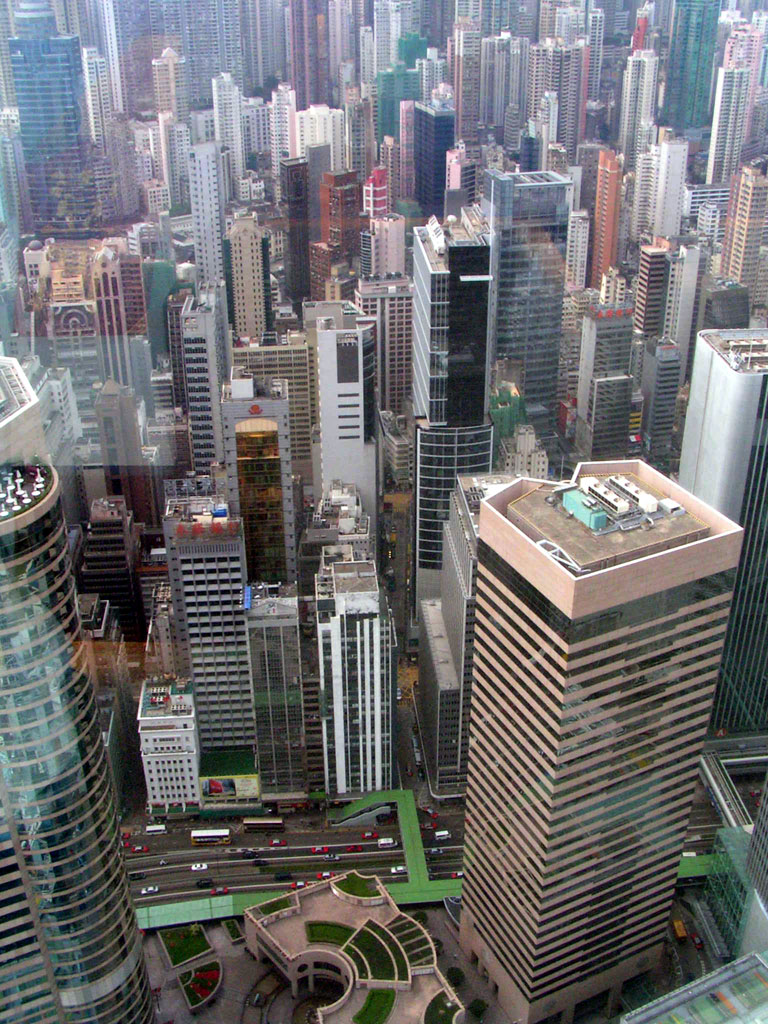
Tipico esempio di illustrazione della complessità: la città contemporanea, con il suo dedalo di vie, edifici, spazi pubblici. L'ecologia Urbana e Sociale tenta di riportare ad una visione di insieme i problemi affrontati settorialmente

Oggetto di studio dell'ecologia urbana e sociale è l'interazione - costante  e imprescindibile - tra il comportamento umano e i grandi ambienti urbani, ovvero quelli ad alta densità di popolazione. La trasformazione dell'uno in funzione degli altri - e viceversa - è continua e rimane all'interno di un unico processo circolare.
Metodo dello studio è quello caratteristico delle scienze naturali, ovvero quello dell'osservazione sistematica e della descrizione. La componente sperimentale del metodo può soltanto limitarsi al tentativo di isolare singole variabili al fine di tentarne una modificazione per osservare i relativi effetti. Il limite di tale approccio è quello di non poter mai correttamente valutare quanto una variabile possa essere realmente isolata e quanto lo studio di ogni fenomeno costituisca di per sé un'alterazione difficilmente quantificabile del medesimo.

## Oggetto di studio
L'ecologia urbana e sociale è stata fondata da Paolo Rognini e Paolo Fuligni (rispettivamente geoantropologo e psicologo) con l'intento di creare una disciplina che potesse comprendere finalmente, in modo 'olistico' l'uomo e l'ambiente in un'unica accezione senza vederne necessariamente separate le parti.
Infatti, la distinzione, necessaria rispetto ad altre già più o meno consolidate discipline quali geografia urbana e umana, psicologia sociale, antropologia culturale, sociologia urbana, ecologia urbana, ecologia sociale, si esprime in primo luogo per la specificità dell'oggetto: lo studio dei luoghi  e degli stimoli fisici che danno adito a comportamenti. Per comportamenti si intendono attività, abitudini e costumi che cambiano tali luoghi, generando nuovi stimoli, all'interno di una continua reciproca variazione.
In tale studio gli ambienti urbani e i gruppi sociali che li abitano, le tecniche di produzione, gli strumenti materiali ed ideali, le tecnologie, le mode, la diffusione di modelli di comportamento, hanno tutti pari dignità e sono concepiti come componenti di un sistema, di fatto, inscindibile. 
Questa vuole essere  una ripartizione particolarmente specializzata di cui si sente l'esigenza, non certo per carenze nelle precitate discipline, quanto per la velocità di mutazione dell'enorme complesso di fenomeni osservabili  in questo settore che appare in espansione continua.
Ciò, quindi, ci induce a cercare di isolarlo e a predisporre appositi strumenti per sottoporlo 
ad indagine. Il tentativo è quello di esprimere uno studio attuale dell'interazione ambiente urbano/comportamenti, una metodologia che consenta l'approccio alla suddetta rapidissima variazione in tempo reale e non a posteriori. L'epoca presente ed il contesto urbano industrializzato di cui si tratta, rappresentano probabilmente il complesso di trasformazioni più veloce che mai si sia registrato sino ai giorni nostri e manifestano evidenti segni di ulteriore accelerazione.
Occorre dunque realizzare un metodo che tenga conto della velocità, ma anche del disordine in cui tali mutamenti ambientali/sociali/culturali/comportamentali si manifestano. Il classico presupposto di ordinare i fenomeni per classificarli e inserirli in precisi e univoci schemi causali, che è caratteristica delle discipline scientifiche, non è applicabile a quello che ben si può definire come studio del disordine socioambientale.
Come scrive Raymond Boudon "Non si possono costruire teorie del mutamento sociale stricto sensu, vale a dire teorie che soddisfino i criteri popperiani della scientificità, se non a proposito di processi sociali parziali e locali, datati e situati. Le teorie del mutamento sociale con  pretese generalizzanti vanno considerate, nel migliore dei casi, come teorie formali in quanto tali non direttamente applicabili alla realtà (…). Nel peggiore dei casi, quando la loro pretesa è produrre proposizioni sia empiriche sia generali, esse si espongono alla smentita della realtà" 
Altro aspetto dell'interazione comportamento/ambiente urbano è quello dell'apparente inconsapevolezza degli attori. L'individuo, il gruppo, l'istituzione sembrano disconoscere i meccanismi dell'interazione o asserire la propria impotenza di fronte ai medesimi o la propria incompetenza o la propria estraneità. 
Tutto quel che avviene quotidianamente e quotidianamente si moltiplica e si  diffonde per imitazione in ambienti affollati è agito e prodotto, dal comportamento di milioni di individui.
Non viene, però, percepito e riconosciuto dai singoli attori come conseguenza, diretta o indiretta, del proprio agire e quindi appare come effetto perverso di un sistema immanente, al di sopra di qualunque possibilità di intervento e di cambiamento. 
Particolare rilievo, quindi, ci si propone di attribuire al comportamento del singolo individuo inteso, non soltanto come prodotto delle grandi cause esterne e circostanti, ma anche come causa, esso stesso, di tanti fenomeni assolutamente rilevanti all'interno del sistema di cui trattasi.
Per esemplificare si può far riferimento ai più evidenti e comuni di tali fenomeni, cioè al traffico veicolare e al flusso migratorio.
In entrambi i casi i comportamenti individuali sono conseguenza ultima di grandi concatenazioni di eventi, ma anche - attraverso un processo di enorme moltiplicazione - causa di ulteriori, grandissimi 
accadimenti.
Nell'approccio - consapevole - allo studio del caos si dovrà fare ricorso a metodi statistici per cercare correlazioni tra il comportamento medio di ogni individuo e il comportamento medio del sistema. 
L'uso di metodi probabilistici è imposto dall'impossibilità materiale di determinare con esattezza le condizioni iniziali di ogni singolo individuo  e di quantificare i suoi scambi con l'ambiente circostante. Il modello di riferimento è quello della meccanica statistica, il criterio guida quello del principio di indeterminazione di Heisenberg, il riferimento teorico - d'obbligo - il secondo principio della termodinamica.
Lo studio dei comportamenti umani nel caos del sovraffollamento è ovviamente finalizzato alla ricerca di soluzioni ottimali capaci di coniugare l'economia dei grandi centri urbani con la qualità dell'ambiente e della vita. La corretta individuazione dei problemi più gravi e nocivi, deve andare di pari passo con la sperimentazione di modelli alternativi e con l'offerta di soluzioni, ad esempio nelle fasi di progettazione, realizzazione e gestione di un green building.
Soluzioni che terranno sempre conto dell'interazione comportamenti/ambiente e che saranno quindi orientate sia verso la modifica delle strutture, sia verso l'introduzione di nuovi stili di vita.